# Escaldabec estriat
L'escaldabec estriat (Russula emetica) és una espècie de fong de l'ordre dels russulals (Russulales). És una cualbra del grup dels escaldabecs. L'epitet «emetica» vol dir que «provoca el vòmit»). També rep el nom de pebrassa vermella i cualbra vermella (i les variants cuagra, cruelda, crualda, crualga, cruela, puagra).
El seu capell fa fins a 8,5 cm de diàmetre i és de color vermell. És distribuït àmpliament per l'hemisferi nord i creix sobre el sòl en arbredes pantanoses amb associació de micorriza amb coníferes, especialment pins.

## Comestibilitat
Els vòmits els provoca quan es consumeix en estat cru i, encara que a l'est d'Europa es consumeix bullit o en vinagre, i d'aquesta manera ja no resulta tòxic, encara que és amargant, no es recomana consumir-lo. Hi ha moltes espècies del gènere Russula que tenen el capell vermell, i algunes són tan difícils de distingir que només es pot fer a partir de característiques microscòpiques.
Els agents tòxics encara no s'han identificat, però es creu que es tracta de sesquiterpens, com són els aïllats del gènere relacionat Lactarius i del bolet Russula sardonia. Els sesquiterpenoides identificats de R. emetica inclouen els compostos ja coneguts lactarorufina A, furandiol i metoxifuranalcohol, i un compost sense nom únic en aquesta espècie.